# Robert Johnsen
Robert Jacob Johnsen (ur. 23 czerwca 1896 w Kopenhadze, zm. 31 sierpnia 1975 w Gentofte) – duński gimnastyk, medalista olimpijski.
W 1920 r. reprezentował barwy Danii na letnich igrzyskach olimpijskich w Antwerpii, zdobywając złoty medal w ćwiczeniach wolnych drużynowo.